# Associazione Calcio Spezia 1936-1937
Questa pagina raccoglie i dati riguardanti l'Associazione Calcio Spezia nelle competizioni ufficiali della stagione 1936-1937.

## Rosa
| N. |                   | Ruolo | Calciatore        |
| -- | ----------------- | ----- | ----------------- |
|    | Italia (bandiera) | P     | Rodolfo Agostini  |
|    | Italia (bandiera) | A     | Gianni Arella     |
|    | Italia (bandiera) | C     | Arnaldo Bani      |
|    | Italia (bandiera) | P     | Angelo Baratti    |
|    | Italia (bandiera) | C     | Luciano Benassi   |
|    | Italia (bandiera) | A     | Giovanni Bermone  |
|    | Italia (bandiera) | A     | Renato Bertoncini |
|    | Italia (bandiera) | A     | Vittorio Bonello  |
|    | Italia (bandiera) | A     | Renato Calzolai   |
|    | Italia (bandiera) | C     | Guerrino Cattaneo |

| N. |                   | Ruolo | Calciatore            |
| -- | ----------------- | ----- | --------------------- |
|    | Italia (bandiera) | D     | Alessandro Curotto    |
|    | Italia (bandiera) | D     | Pasquale Farina       |
|    | Italia (bandiera) | C     | Giorgio Michelini     |
|    | Italia (bandiera) | A     | Sergio Petrocchi      |
|    | Italia (bandiera) | D     | Umberto Santillo (II) |
|    | Italia (bandiera) | A     | Giuseppe Scategni     |
|    | Italia (bandiera) | C     | Flavio Spella         |
|    | Italia (bandiera) | C     | Enzo Venturini        |
|    | Italia (bandiera) | A     | Guido Zuliani         |

## Statistiche

### Statistiche di squadra
| Competizione | Punti | In casa | In casa | In casa | In casa | In casa | In casa | In trasferta | In trasferta | In trasferta | In trasferta | In trasferta | In trasferta | Totale | Totale | Totale | Totale | Totale | Totale | DR  |
| Competizione | Punti | G       | V       | N       | P       | Gf      | Gs      | G            | V            | N            | P            | Gf           | Gs           | G      | V      | N      | P      | Gf     | Gs     | DR  |
| ------------ | ----- | ------- | ------- | ------- | ------- | ------- | ------- | ------------ | ------------ | ------------ | ------------ | ------------ | ------------ | ------ | ------ | ------ | ------ | ------ | ------ | --- |
| Serie B      | 34    | 15      | 6       | 8       | 1       | 21      | 9       | 15           | 4            | 6            | 5            | 14           | 14           | 30     | 10     | 14     | 6      | 35     | 23     | +12 |

### Statistiche dei giocatori
| Giocatore     | Serie B  | Serie B | Coppa Italia | Coppa Italia | Totale   | Totale |
| Giocatore     | Presenze | Reti    | Presenze     | Reti         | Presenze | Reti   |
| ------------- | -------- | ------- | ------------ | ------------ | -------- | ------ |
| R. Agostini   | 17       | -10     | 5            | -12          | 22       | -22    |
| G. Arella     | 3        | 0       | -            | -            | 3        | 0      |
| A. Bani       | 2        | 0       | 1            | 0            | 3        | 0      |
| A. Baratti    | 13       | -13     | 1            | 0            | 14       | -13    |
| L. Benassi    | 21       | 8       | 5            | 2            | 26       | 10     |
| G. Bermone    | 26       | 11      | 4            | 2            | 30       | 13     |
| R. Bertoncini | 1        | 0       | 1            | 0            | 2        | 0      |
| E. Bizzarri   | -        | -       | 1            | 1            | 1        | 1      |
| V. Bonello    | 2        | 0       | 1            | 0            | 3        | 0      |
| R. Calzolai   | 27       | 6       | 5            | 1            | 32       | 7      |
| G. Cattaneo   | 27       | 0       | 5            | 0            | 32       | 0      |
| A. Curotto    | 27       | 0       | 4            | 0            | 31       | 0      |
| P. Farina     | 29       | 0       | 6            | 0            | 35       | 0      |
| G. Michelini  | 16       | 1       | 3            | 0            | 19       | 1      |
| S. Petrocchi  | 17       | 1       | 6            | 1            | 23       | 2      |
| U. Santillo   | 30       | 0       | 6            | 0            | 36       | 0      |
| G. Scategni   | 22       | 4       | 3            | 0            | 25       | 4      |
| E. Venturini  | 28       | 1       | 5            | 1            | 33       | 2      |
| G. Zuliani    | 22       | 1       | 4            | 1            | 26       | 2      |